# エリモローラ
エリモローラ（Erimo Roller、1979年3月24日 - 不明）は、日本の競走馬、種牡馬。主な勝ち鞍は1982年の毎日杯、1983年の京都記念、京阪杯、1984年の日経新春杯。

## 経歴

### 競走馬時代
4歳時、新馬戦から3連勝後毎日杯に勝ち、クラシック戦線の伏兵馬と一部で騒がれたもののその後振るわず、1年以上鳴かず飛ばずの成績に陥っていた。5歳夏の札幌タイムス杯では単枠指定され、圧倒的な1番人気に応え勝利した。その後一息入れ京都記念、京阪杯と人気薄で重賞連覇を果たし、続く阪神大賞典では不得意な距離にもかかわらずシンブラウンの4着と健闘、重賞連覇がフロックでないことを印象付けた。
明け6歳初戦でのダート変更された日経新春杯では、得意のダートということもあり1番人気に支持された。同馬は3コーナー手前から持ったまま先頭に進出、一切追ったところなく、2着ハシローディーに 2-1/2馬身差をつけ勝利した。
その後京都記念にエントリーしたが脚部に屈腱炎を発症、現役から引退を余儀なくされた。「ダート専用馬」というような低評価の時代もあったが、晩年はターフでも信頼感を高めており、充実期での引退であった。

### 引退後
引退後は種牡馬となったが、産駒は5頭しか残すことができず、そのいずれも未勝利に終わった。1988年9月27日付で用途変更となり、以降の動向は不明。

## 血統表
| エリモローラの血統ナスルーラ系 / Nearco 4×4=12.50%、Bull Dog 5×4=9.38%、Blenheim5×4= 9.38% | エリモローラの血統ナスルーラ系 / Nearco 4×4=12.50%、Bull Dog 5×4=9.38%、Blenheim5×4= 9.38% | エリモローラの血統ナスルーラ系 / Nearco 4×4=12.50%、Bull Dog 5×4=9.38%、Blenheim5×4= 9.38% | （血統表の出典）         | （血統表の出典） |
| 父 *イースタンフリート Eastern Fleet 1968 鹿毛                                             | 父の父Fleet Nasrullah 1955 鹿毛                                                            | Nasrullah                                                                                  | Nearco                   | Nearco           |
| 父 *イースタンフリート Eastern Fleet 1968 鹿毛                                             | 父の父Fleet Nasrullah 1955 鹿毛                                                            | Nasrullah                                                                                  | Mumtaz Begum             |                  |
| 父 *イースタンフリート Eastern Fleet 1968 鹿毛                                             | 父の父Fleet Nasrullah 1955 鹿毛                                                            | Happy Go Fleet                                                                             | Count Fleet              | Count Fleet      |
| 父 *イースタンフリート Eastern Fleet 1968 鹿毛                                             | 父の父Fleet Nasrullah 1955 鹿毛                                                            | Happy Go Fleet                                                                             | Draeh                    |                  |
| 父 *イースタンフリート Eastern Fleet 1968 鹿毛                                             | 父の母Amoret 1952 鹿毛                                                                     | Bull Lea                                                                                   | Bull Dog                 | Bull Dog         |
| 父 *イースタンフリート Eastern Fleet 1968 鹿毛                                             | 父の母Amoret 1952 鹿毛                                                                     | Bull Lea                                                                                   | Rose Leaves              |                  |
| 父 *イースタンフリート Eastern Fleet 1968 鹿毛                                             | 父の母Amoret 1952 鹿毛                                                                     | Mar-Kell                                                                                   | Blenheim                 | Blenheim         |
| 父 *イースタンフリート Eastern Fleet 1968 鹿毛                                             | 父の母Amoret 1952 鹿毛                                                                     | Mar-Kell                                                                                   | Nellie Flag              |                  |
| 母 *プティットデェース Petite Deesse 1970 黒鹿毛                                           | 母の父*ダイアトム Diatome 1962 黒鹿毛                                                      | Sicambre                                                                                   | Prince Bio               | Prince Bio       |
| 母 *プティットデェース Petite Deesse 1970 黒鹿毛                                           | 母の父*ダイアトム Diatome 1962 黒鹿毛                                                      | Sicambre                                                                                   | Sif                      |                  |
| 母 *プティットデェース Petite Deesse 1970 黒鹿毛                                           | 母の父*ダイアトム Diatome 1962 黒鹿毛                                                      | Dictaway                                                                                   | Honeyway                 | Honeyway         |
| 母 *プティットデェース Petite Deesse 1970 黒鹿毛                                           | 母の父*ダイアトム Diatome 1962 黒鹿毛                                                      | Dictaway                                                                                   | Nymphe Dicte             |                  |
| 母 *プティットデェース Petite Deesse 1970 黒鹿毛                                           | 母の母Petite Ourse 1960                                                                    | Krakatao                                                                                   | Nearco                   | Nearco           |
| 母 *プティットデェース Petite Deesse 1970 黒鹿毛                                           | 母の母Petite Ourse 1960                                                                    | Krakatao                                                                                   | Life Hill                |                  |
| 母 *プティットデェース Petite Deesse 1970 黒鹿毛                                           | 母の母Petite Ourse 1960                                                                    | Aurore Polaire                                                                             | Alizier                  | Alizier          |
| 母 *プティットデェース Petite Deesse 1970 黒鹿毛                                           | 母の母Petite Ourse 1960                                                                    | Aurore Polaire                                                                             | Aurore Boreale F-No.22-a |                  |